# Phycus atripes
Phycus atripes är en tvåvingeart som beskrevs av Enrico Adelelmo Brunetti 1920. Phycus atripes ingår i släktet Phycus och familjen stilettflugor. Inga underarter finns listade i Catalogue of Life.